# Прейс, Константин Георгиевич
Константи́н Гео́ргиевич (Его́рович) Прейс (1851—1903) — архитектор, академик Императорской Академии художеств. Сын архитектора Г. А. Прейса.

## Биография
Учился в Императорской Академии художеств (1868—1877). Получил медали Академии художеств: малая серебряная (1871), большая серебряная медаль (1873), малая золотая медаль (1875) за «проект римско-католической церкви для кладбища», большая золотая медаль (1877) за «проект вокзала в парке близ столицы». В 1876 г. получил свидетельство на право производить постройки. 30 октября 1877 г. - звание классного художника 1 степени. Пенсионер Академии художеств (1878—1880). Пенсионер Академии художеств за границей (с 1880). Академик (1882).
Состоял ревизором-техником Контроля Министерства Императорского двора (1882–1890), служил в ТСК МВД (1890–1997), Ведомстве учреждений императрицы Марии Федоровны (с 1891). Архитектор Каменного острова, Михайловского дворца, Патриотического и Елизаветинского институтов, больницы Всех скорбящих.
Член Петербургского общества архитекторов (с 1878).
Среди основных построек в Петербурге: ряд доходных домов: Тамбовская ул., 12 (1878); Достоевского ул., 34 (1879); Марата ул., 76 (1879–1880); дачи Кожевниковой М. Невки наб., 33 (1880-е); дачи М. К. Кугушевой Боковая аллея, 1 (1895); здание ресторана «Бель-вю» А. М. Кюба (перестройка, 1894), церковь св. Захарии и Елизаветы Патриотического института (1899–1901).
- Доходный дом. Тамбовская ул., 12 (1878)
- Доходный дом. Достоевского ул., 34 (1879)[5]
- Доходный дом. Марата ул., 76 (1879—1880)
- Дача Кожевниковой. М. Невки наб., 33 (1880-е)
- Ресторан «Бель вю» (Ресторан Кюба) на Каменном острове (перестройка). Большой Невки наб., 24 — Средней Невки наб., 20х (1894)[6][7]
- Дом княгини М. К. Кугушевой. Боковая аллея, 1 (1895)[8]
- Церковный корпус Елизаветинского женского института. 13-я линия, 14 — Большой пр. В. О., 36 (1895—1896)
- Церковь св. Захария и Елизаветы Патриотического института (дворовый корпус). 10-я линия, 3 — Съездовский пер., 3 (1899—1901)
- Дачи. М. Невки наб., 10, 14, 35 (1890-е)
- Дома для рабочих суконной фабрики Торнтона. Октябрьская наб. (1890-е)
- Доходный дом. Конная ул., 22 — Перекупной пер., 5 (1900)
- Детский приют (корпуса). Ломоносов. Еленинская ул., 13А, 13Д, 13Е, 13Ж, 13К (1900-е)[9][10][11][12][13][14]